# Dyschiriodes globosus
Dyschiriodes globosus é uma espécie de insetos coleópteros pertencente à família Carabidae.
A autoridade científica da espécie é Herbst, tendo sido descrita no ano de 1783.
Trata-se de uma espécie presente no território português.